# Calavino
Calavino (deutsch veraltet: Kalfein) ist eine Fraktion der Gemeinde (comune) Madruzzo und war bis 2015 eine selbständige Gemeinde im Trentino in der Region Trentino-Südtirol.  

## Geografie
Calavino liegt etwa 10,5 Kilometer westsüdwestlich von Trient auf einer Höhe von 460 m.s.l.m. auf der orographisch linken Talseite im Valle dei Laghi. Durch das ehemalige Gemeindegebiet fließt die Sarca, hier liegt auch der Lago di Toblino mit Castel Toblino.

## Geschichte
Am 1. Januar 2016 schloss sich Calavino mit der Gemeinde Lasino zur neuen Gemeinde Madruzzo zusammen. Zur ehemaligen Gemeinde gehörte die Fraktion Sarche. Die Nachbargemeinden waren Dro, Lasino, Comano Terme, Padergnone, San Lorenzo in Banale, Trient und Vezzano. 

## Persönlichkeiten
- Antonio Petrini (1631–1701), Baumeister
- Cristoforo Madruzzo (1512–1578), Kardinal
- Luigi Bressan (* 1940), emeritierter Erzbischof von Trient

## Verkehr
Im Ortsteil Sarche geht die Strada Statale 237 del Caffaro nach Brescia von der Strada Statale 45 bis Gardesana Occidentale von Cremona nach Trient ab.